# Ligusticum moniliforme
Ligusticum moniliforme är en flockblommig växtart som beskrevs av Z.X.Peng och B.Y.Zhang. Ligusticum moniliforme ingår i släktet strandlokor, och familjen flockblommiga växter. Inga underarter finns listade i Catalogue of Life.